# Episodi di In tribunale con Lynn (prima stagione)
La prima stagione della serie televisiva In tribunale con Lynn è andata in onda negli Stati Uniti dal 20 settembre 1999 all'8 maggio 2000.
| nº | Titolo originale                     | Titolo italiano      | Prima TV USA      | Prima TV Italia |
| -- | ------------------------------------ | -------------------- | ----------------- | --------------- |
| 1  | Pilot                                | Ricominciare         | 20 settembre 1999 |                 |
| 2  | Damages                              | La confessione       | 27 settembre 1999 |                 |
| 3  | All God's Creatures                  | Odio razziale        | 4 ottobre 1999    |                 |
| 4  | Prisoners                            | Difendere il passato | 11 ottobre 1999   |                 |
| 5  | The List                             | L'elenco inquietante | 18 ottobre 1999   |                 |
| 6  | The Nanny                            |                      | 25 ottobre 1999   |                 |
| 7  | Games                                |                      | 8 novembre 1999   |                 |
| 8  | The Fourth Trimester                 |                      | 25 novembre 1999  |                 |
| 9  | Holt vs. Holt                        |                      | 22 novembre 1999  |                 |
| 10 | Four Drops of Blood                  |                      | 29 novembre 1999  |                 |
| 11 | Decisions                            |                      | 13 dicembre 1999  |                 |
| 12 | Media Relations                      |                      | 10 gennaio 2000   |                 |
| 13 | Human Error                          |                      | 17 gennaio 2000   |                 |
| 14 | Stealing Home                        |                      | 24 gennaio 2000   |                 |
| 15 | A Mother's Son                       |                      | 7 febbraio 2000   |                 |
| 16 | Are You My Father?                   |                      | 21 febbraio 2000  |                 |
| 17 | Metamorphosis                        |                      | 28 febbraio 2000  |                 |
| 18 | Necessity                            |                      | 6 marzo 2000      |                 |
| 19 | Playing God                          |                      | 20 marzo 2000     |                 |
| 20 | The Witness                          |                      | 17 aprile 2000    |                 |
| 21 | Second Chance                        |                      | 24 aprile 2000    |                 |
| 22 | Love and Money                       |                      | 1º maggio 2000    |                 |
| 23 | Possession Is Nine Tenths of the Law |                      | 8 maggio 2000     |                 |